# Michael Woodford (Manager)
Michael Woodford, MBE (* 12. Juni 1960) ist ein britischer Manager und Whistleblower der Olympus-Affäre.

## Leben
Michael Woodford wuchs in Liverpool auf. Er arbeitete seit 1980 für Olympus. In Anerkennung seiner Verdienste in der Führung des Unternehmens „KeyMed“ und dessen Engagement in Techniken zur Verbesserung der Straßensicherheit wurde Woodford im Januar 2002 in den Order of the British Empire aufgenommen. Im April 2011 wurde er zum „President of the Olympus Confederation“ ernannt und zum Chief Operating Officer (COO) und war damit einer der ersten Europäer in der Führung eines japanisch kontrollierten Konzerns. Im Oktober 2011 ging er als Chief Executive Officer (CEO) an die Spitze der gesamten Gesellschaft. Als Woodford kurz darauf im Verwaltungsrat des Unternehmens die Bilanzierung des Unternehmens kritisieren wollte, wurde er prompt entlassen. Woodford machte die seiner Ansicht nach korrupten Praktiken in der Financial Times publik, was dazu führte, dass eine Reihe von Top-Managern, darunter sein Vorgänger als CEO, vor Gericht kamen. 
Woodford selbst konnte sich eine Abfindung in Höhe von 12 Millionen Euro vor einem britischen Gericht erstreiten.
Woodford wurde 2011 von den britischen Zeitungen Sunday Times, The Independent und The Sun jeweils zur „Businessperson of the Year“ gewählt und erhielt 2012 einen „ArcelorMittal Boldness in Business Award“ der Financial Times. 
Woodford lebt mit seiner Familie in London.

## Schriften
- Exposure : inside the Olympus scandal : how I went from CEO to whistleblower. New York : Portfolio/Penguin, 2012
  - Enthüllung : vom CEO zum Whistleblower bei Olympus. Übers. von Andreas Schieberle und Marlies Ferber. Weinheim : Wiley-VCH-Verl. 2014